# BRIDGE (HOUND DOGのアルバム)
『BRIDGE』（ブリッジ）はHOUND DOGが1992年2月22日にリリースした13枚目のオリジナル・アルバム。

## 解説
前作があまり売れなかったことや自分たちの引き出しの中身がわかり切ってしまったことで、新しい物を生み出すためには新たな刺激が必要だという話になり、初期のアルバムでアレンジャーを担当した後藤次利に音楽プロデューサーを依頼した。自分の役目がヒット・アルバムを作ることだと認識した後藤は多数のスタジオ・ミュージシャンを起用した。当初、メンバーは反発したが、学ぶことも多かったことで最終的にはレコーディングを楽しめるようになった。
先行シングル「BRIDGE〜あの橋をわたるとき〜」含む12曲。
本作は1992年3月2日付のオリコンチャートにて最高位1位を獲得、登場回数は18回で売り上げ枚数は62.8万枚となった。

## 収録曲
全編曲：後藤次利
1. POWER TO THE PEOPLE　[4:28]
  - 作詞：大友康平
  - 作曲：八島順一・橋本章司
2. 夜明けのないDoor　[5:05]
  - 作詞：松井五郎
  - 作曲：蓑輪単志
3. GENERATION　[5:15]
  - 作詞：大友康平・蓑輪単志
  - 作曲：蓑輪単志
4. 小さな鞄　[5:19]
  - 作詞：大友康平・蓑輪単志
  - 作曲：蓑輪単志
5. BULLDOG　[4:18]
  - 作詞：大友康平
  - 作曲：八島順一
6. おまえはSunshine　[4:42]
  - 作詞：大友康平
  - 作曲：八島順一・橋本章司
7. EMPTY HEART　[5:02]
  - 作詞：大友康平
  - 作曲：八島順一
8. Too Late...　[5:13]
  - 作詞：大友康平
  - 作曲：八島順一
9. ブルース聞こえる街　[5:25]
  - 作詞：大友康平
  - 作曲：八島順一・後藤次利
10. ウィークエンド シャッフル　[2:54]
  - 作詞：大友康平
  - 作曲：蓑輪単志
11. BRIDGE〜あの橋をわたるとき〜　[4:24]
  - 作詞：大友康平・松井五郎
  - 作曲：蓑輪単志・後藤次利
  - アサヒビール「スーパードライ」CMソング
12. Best of Dream　[5:53]
  - 作詞：大友康平
  - 作曲：八島順一

## ミュージシャン

### HOUND DOG
- 大友康平：リードボーカル
- 八島順一：ギター
- 西山毅：ギター
- 蓑輪単志：キーボード
- 鮫島秀樹：ベース
- 橋本章司：ドラム

### アディショナル・ミュージシャン
- 大村憲司：ギター
- 北島健二：ギター
- 松原 正樹：ギター
- 後藤次利：ベース
- 青山純：ドラム
- 山木秀夫：ドラム
- 富樫春生：キーボード
- 国吉良一：キーボード
- ジェイク・コンセプション：サックス
- 数原晋：トランペット
- 西村浩二：トランペット
- 清岡太郎：トロンボーン
- 村田陽一：トロンボーン
- 浜口茂外也：パーカッション
- 八木のぶお：ブルースハープ
- 坪倉唯子：コーラス